# Холкин, Василий Васильевич
Василий Васильевич Холкин (12 марта 1914, Нижний Тагил — 16 июня 1982, там же) — советский военнослужащий, участник Великой Отечественной войны, полный кавалер ордена Славы, командир отделения взвода разведки роты управления; радист-пулеметчик танка командира; командир орудия танка Т-34 53-й гвардейской танковой Фастовской ордена Ленина Краснознамённой орденов Суворова и Богдана Хмельницкого бригады 6-го гвардейского танкового корпуса 3-й гвардейской танковой армии 1-го Украинского фронта, гвардии старшина.

## Биография
Родился 12 марта 1914 года в городе Нижний Тагил. Окончил 10 классов. Работал начальником отдела снабжения и сбыта Северо-уральских бокситных рудников в городе Свердловск.
В Красной Армии в 1936—1938 годах и с августа 1943 года. На фронте в Великую Отечественную войну с октября 1943 года. Член ВКП/КПСС с ноября 1944 года.
Командир отделения взвода разведки роты управления 53-й гвардейской танковой Фастовской ордена Ленина Краснознамённой орденов Суворова и Богдана Хмельницкого бригады гвардии старшина Василий Xолкин 20 июля 1944 года в районе населенных пунктов Руданьце и Кикизув с бойцами своего отделения уничтожил семь солдат и офицера противника, захватил в плен двоих противников. За мужество и отвагу, проявленные в боях, гвардии старшина Холкин Василий Васильевич 21 августа 1944 года награждён орденом Славы 3-й степени.
Радист-пулеметчик танка командира бригады Василий Xолкин осуществлял радиосвязь командира со всеми батальонами, обеспечивая управление бригадой. При переправе подразделений через реку Нида лично уничтожил из пулемета расчет миномета и более десяти противников. 15 января 1945 года форсировал реку Пилица, огнём из пулемета уничтожил около десяти солдат противника. За мужество и отвагу, проявленные в боях, гвардии старшина Холкин Василий Васильевич 1 февраля 1945 года награждён орденом Славы 2-й степени.
Командир орудия танка Т-34 Василий Холкин 16 апреля 1945 года в боях южнее города Форст огнём орудия вывел из строя два вражеских танка. В боях за город Барут, действуя в составе передового отряда, уничтожил шесть повозок с военными грузами, свыше десяти автоматчиков, поджег танк. В уличных боях в столице вражеской Германии — городе Берлине выстрелами из пушки разбил завал противника, тем самым дав возможность другим танкам продвинуться вперед. За данный подвиг был представлен командованием части к званию Героя Советского Союза, но военный совет 3-й гвардейской танковой армии переменил награду на — Орден Славы I степени.
Указом Президиума Верховного Совета СССР от 27 июня 1945 года за образцовое выполнение заданий командования в боях с немецко-вражескими захватчиками гвардии старшина Холкин Василий Васильевич награждён орденом Славы 1-й степени, став полным кавалером ордена Славы.
В составе сводного танкового батальона 1-го Украинского фронта участвовал в историческом Параде Победы 24 июня 1945 года в Москве на Красной площади.
В 1945 году младший лейтенант В. В. Холкин демобилизован из Вооруженных Сил СССР. Жил в городе Нижний Тагил. Работал инженером в планово-диспетчерском бюро Уралвагонзавода. Скончался 16 июня 1982 года.
Награждён орденом Богдана Хмельницкого 3-й степени, орденами Отечественной войны 1-й и 2-й степени, орденом Красной Звезды, орденами Славы 1-й, 2-й и 3-й степени, медалями.